# Sapadebizes
Sapadebizes (Σαπαδβιζης), também conhecido por Sapalbizes era um governante ativo em Termez, no oeste de Bactria, geralmente relacionado com os iuechis. É conhecido somente por suas moedas (bastante raras). Duas pistas nos dão uma data aproximada para este governante. Acredita-se que ele tenha excedido as moedas de Fraates IV (40 a.C.) do Império Arsácida, em segundo lugar suas moedas são de boa prata. Isto o coloca antes de Fraates e depois da depreciação da cunhagem no nordeste da Índia (20 a.C.). 
Ele não foi o único governante conhecido de sua dinastia. Várias outras moedas implicam que Sapadebizes foi precedido por pelo menos um, e possivelmente dois outros governantes. É provável que Sapadebizes e esses outros governantes fossem descendentes de tribos que haviam invadido a Bactria e imitado as moedas dos últimos reis greco-bactrianos. Embora seja claro pelas moedas e pela evidência de cronistas chineses que neste momento Sapadebizes era um aliado ou dependente da Pártia. 
Nada se sabe da sucessão após Sapadebizes, mas estudiosos supõem que seu reino foi conquistado por Cujula Cadefises, durante a guerra deste com a Pártia, e absorvido pelo Império Cuchana, provavelmente por volta do ano 30 d.C.